# Melanargia apicinigra
Melanargia apicinigra är en fjärilsart som beskrevs av Hermann Stauder 1928. Melanargia apicinigra ingår i släktet Melanargia och familjen praktfjärilar. Inga underarter finns listade i Catalogue of Life.